# 伊比库伊廷加
伊比库伊廷加是巴西塞阿拉州的一个市镇。总面积424.242平方公里，总人口11075人，人口密度26.1人/平方公里。